# American Beauty/American Psycho
American Beauty/American Psycho (às vezes abreviado como AB/AP) é o sexto álbum de estúdio da banda de rock americana Fall Out Boy, lançado em 16 de janeiro de 2015 através da Island Records como sequência do álbum de retorno da banda, Save Rock and Roll, lançado em 2013. O grupo escreveu as músicas enquanto estavam em turnê com o Paramore em meados de 2014 e desenvolveu-se um novo álbum.
O lançamento do álbum foi precedido pela canção "Centuries", lançada em 9 de setembro de 2014, enquanto o álbum ainda estava sendo concluído. A faixa título do álbum foi disponibilizada como o segundo single no Reino Unido em 15 de dezembro de 2014, recebendo sua estréia em rádios um mês antes, em 24 de novembro de 2014. American Beauty/American Psycho estreou na primeira posição do Billboard 200, vendendo 218.000 cópias em sua primeira semana, tornando-se no terceiro álbum da banda a alcançar essa posição.
Como forma de promoção, o Fall Out Boy fez uma aparição no Soundwave na Austrália, bem como tiveram aparições na televisão, e começaram uma turnê intitulada American Beauty/American Psycho Tour.[carece de fontes?]

## Crítica
| Críticas profissionais                                                      | Críticas profissionais |
| Pontuações agregadas                                                        | Pontuações agregadas   |
| Fonte                                                                       | Avaliação              |
| --------------------------------------------------------------------------- | ---------------------- |
| Metacritic                                                                  | 72/100                 |
| Avaliações da crítica                                                       |                        |
| Fonte                                                                       | Avaliação              |
| AllMusic                                                                    | [ 18 ]                 |
| Alternative Press                                                           | [ 19 ]                 |
| The A.V. Club                                                               | B+                     |
| Consequence of Sound                                                        | C–                     |
| Entertainment Weekly                                                        | A                      |
| Exclaim!                                                                    | 7/10                   |
| The Guardian                                                                | [ 8 ]                  |
| Paste                                                                       | 7.0/10                 |
| Rolling Stone                                                               | [ 25 ]                 |
| Spin                                                                        | 6/10                   |
| Esta tabela precisa de ser acompanhada por texto em prosa. Consulte o guia. |                        |

American Beauty/American Psycho recebeu avaliações em sua maioria positivas após seu lançamento. A revisão do site agregado Metacritic deu ao álbum nota 72 de 100 baseado em 15 avaliações.

## Lista de faixas
Todas as letras foram escritas por Pete Wentz, e todas as músicas foram compostas por Fall Out Boy, exceto onde indicado.
| N.º            | Título                            | Compositor(es)                                                                                | Duração |  |
| 1.             | "Irresistible"                    |                                                                                               | 3:26    |  |
| 2.             | "American Beauty/American Psycho" | Fall Out Boy Sebastian Akchoté-Bozovic Nikki Sixx                                             | 3:15    |  |
| 3.             | "Centuries"                       | Jonathan Rotem Fall Out Boy Michael J. Fonseca Raja Kumari Justin Tranter Suzanne Vega        | 3:51    |  |
| 4.             | "The Kids Aren't Alright"         |                                                                                               | 4:20    |  |
| 5.             | "Uma Thurman"                     | Fall Out Boy Jake Sinclair Waqaas Hashmi Jarrel Young Liam O'Donnell Jack Marshall Bob Mosher | 3:31    |  |
| 6.             | "Jet Pack Blues"                  |                                                                                               | 2:59    |  |
| 7.             | "Novocaine"                       |                                                                                               | 3:46    |  |
| 8.             | "Fourth of July"                  | Fall Out Boy Ryan Lott Sinclair                                                               | 3:44    |  |
| 9.             | "Favorite Record"                 |                                                                                               | 3:23    |  |
| 10.            | "Immortals"                       |                                                                                               | 3:09    |  |
| 11.            | "Twin Skeleton's (Hotel in NYC)"  |                                                                                               | 3:40    |  |
| Duração total: | Duração total:                    | Duração total:                                                                                | 39:01   |  |

| Edição deluxe japonesa |                           |         |  |
| N.º                    | Título                    | Duração |  |
| 12.                    | "Centuries" (Gazzo remix) |         |  |

| Edição deluxe de DVD japonesa |                                        |         |  |
| N.º                           | Título                                 | Duração |  |
| 1.                            | "Centuries" (videoclipe)               |         |  |
| 2.                            | "Centuries" (nos bastidores)           |         |  |
| 3.                            | "Centuries" (videoclipe de Hyperlapse) |         |  |